# Rawang (Pariaman Tengah)
Rawang is een bestuurslaag in het regentschap Pariaman van de provincie West-Sumatra, Indonesië. Rawang telt 1244 inwoners (volkstelling 2010).